# Amblesthidopsis
Amblesthidopsis is een kevergeslacht uit de familie van de boktorren (Cerambycidae). De wetenschappelijke naam van het geslacht werd voor het eerst geldig gepubliceerd in 1921 door Aurivillius.

## Soorten
Amblesthidopsis is monotypisch en omvat slechts de volgende soort:
- Amblesthidopsis areolata Aurivillius, 1921